# Europeiska inomhusmästerskapen i bågskytte 2022
Europeiska inomhusmästerskapen i bågskytte 2022 var den 18:e upplagan av tävlingen och ägde rum i Laško i Slovenien mellan den 14 och 19 februari 2022. Tävlingen var det första inomhus-EM det tävlades i barebow. Det tävlades i tre discipliner (barebow, recurve och compound) för både seniorer och i en U21-klass.
Sveriges trupp till inomhus-EM 2022 togs ut av förbundskaptenen Ingrid Olofsson.
Barebow, herrar
- Leo Pettersson, Järnvägens BF
- Joakim Hassila, Stockholms BK
- Viggo Axelsson, Tranås BSK

Barebow, damer
- Maria Dahlén, BSK Sturarna

## Resultat

### Recurve
| Gren                     | Guld                                                             | Silver                                                     | Brons                                                             |  |  |  |
| Individuellt, herrar     | Clément Jacquey Frankrike                                        | Jean-Charles Valladont Frankrike                           | Erdem Tsydypov Ryssland                                           |  |  |  |
| Individuellt, damer      | Lisa Barbelin Frankrike                                          | Vanessa Landi Italien                                      | Anastasia Pavlova Ukraina                                         |  |  |  |
| Lag, herrar              | Frankrike Thomas Chirault Clément Jacquey Jean-Charles Valladont | Belarus Kiryl Firsau Anton Karoukin Raman Nikitsionak      | Italien Federico Musolesi Mauro Nespoli Alessandro Paoli          |  |  |  |
| Lag, damer               | Ukraina Veronika Marchenko Anastasia Pavlova Polina Rodionova    | Turkiet Gülnaz Büşranur Coşkun Gizem Özkan Assıya Yılmazer | Ryssland Tuiana Budazhapova Valeriya Mylnikova Inna Stepanova     |  |  |  |
|                          |                                                                  |                                                            |                                                                   |  |  |  |
| Individuellt U21, herrar | Alexander Kryvoruchko Ukraina                                    | Matteo Balsamo Italien                                     | Bair Torgubaev Ryssland                                           |  |  |  |
| Individuellt U21, damer  | Dzvenyslava Chernyk Ukraina                                      | Ceren Koçur Turkiet                                        | Şevval Yakupoğlu Turkiet                                          |  |  |  |
| Lag U21, herrar          | Ryssland Mukhibullo Makhmudov Bair Torgubaev Sergei Tsyrenov     | Turkiet Berkay Akkoyun Harun Kırmızıtaş Efe Gürkan Maraş   | Ukraina Nikita Dunyashev Alexander Kryvoruchko Oleksandr Pantsyru |  |  |  |
| Lag U21, damer           | Ukraina Dzvenyslava Chernyk Daria Koval Zhanna Naumova           | Italien Chiara Compagno Roberta Di Francesco Ginevra Landi | Ryssland Mariia Gilmanova Renata Kurchatova Viktoria Namdakova    |  |  |  |

### Compound
| Gren                     | Guld                                                                | Silver                                                            | Brons                                                           |  |  |  |
| Individuellt, herrar     | Mike Schloesser Nederländerna                                       | Jean Philippe Boulch Frankrike                                    | Nicolas Girard Frankrike                                        |  |  |  |
| Individuellt, damer      | Ella Gibson Storbritannien                                          | Elizaveta Knyazeva Ryssland                                       | Alexandra Savenkova Ryssland                                    |  |  |  |
| Lag, herrar              | Nederländerna Sil Pater Mike Schloesser Max Verwoerdt               | Turkiet Demir Elmaağaçlı Emircan Haney Furkan Oruç                | Portugal Cláudio Alves Rui Pereira Baptista Carlos Resende      |  |  |  |
| Lag, damer               | Ryssland Viktoria Balzhanova Elizaveta Knyazeva Alexandra Savenkova | Estland Lisell Jäätma Meeri-Marita Paas Maris Tetsmann            | Italien Irene Franchini Elisa Roner Marcella Tonioli            |  |  |  |
|                          |                                                                     |                                                                   |                                                                 |  |  |  |
| Individuellt U21, herrar | Mathias Fullerton Danmark                                           | Shamai Yamrom Israel                                              | Batuhan Akçaoğlu Turkiet                                        |  |  |  |
| Individuellt U21, damer  | Arina Cherkezova Ryssland                                           | Songül Lök Turkiet                                                | İpek Tomruk Turkiet                                             |  |  |  |
| Lag U21, herrar          | Danmark Christoffer Berg Tore Bjarnarson Mathias Fullerton          | Rumänien Rareș Daniel Alexandrescu Florin Mirel Judea Teodor Vlad | Turkiet Batuhan Akçaoğlu Eren Kırca Yakup Yıldız                |  |  |  |
| Lag U21, damer           | Turkiet Hazal Burun Songül Lök İpek Tomruk                          | Ryssland Arina Cherkezova Ekaterina Rumyantseva Nika Snetkova     | Italien Elisa Bazzichetto Andrea Nicole Moccia Martina Serafini |  |  |  |

### Barebow
| Gren                     | Guld                                                 | Silver                                                     | Brons                                                              |  |  |  |
| Individuellt, herrar     | Leo Pettersson Sverige                               | Oliver Hicks Storbritannien                                | Vitalii Budiak Ryssland                                            |  |  |  |
| Individuellt, damer      | Cinzia Noziglia Italien                              | Fabia Rovatti Italien                                      | Laura Turello Italien                                              |  |  |  |
| Lag, herrar              | Sverige Viggo Axelsson Joakim Hassila Leo Pettersson | Italien Simone Barbieri Valter Basteri Daniele Bellotti    | Slovenien Klemen Kelvišar Robert Luštrek Iztok Spinelli            |  |  |  |
| Lag, damer               | Italien Cinzia Noziglia Fabia Rovatti Laura Turello  | Ryssland Yulia Blanter Maria Savenkova Viktorija Zuravlova | Polen Anna Junczyk-Paczuska Regina Karkoszka Inga Zagrodzka-Dobija |  |  |  |
|                          |                                                      |                                                            |                                                                    |  |  |  |
| Individuellt U21, herrar | Davide Morra Italien                                 | Adrian Vlase Rumänien                                      | ingen tilldelad                                                    |  |  |  |
| Individuellt U21, damer  | Elena Topliceanu Rumänien                            | Amelia Chumber Storbritannien                              | Kathryn Morton Storbritannien                                      |  |  |  |

## Medaljtabell
*   Värdland ( Slovenien)
| Nr                   | Nation               | Guld | Silver | Brons | Totalt |
| -------------------- | -------------------- | ---- | ------ | ----- | ------ |
| 1                    | Ukraina              | 4    | 0      | 2     | 6      |
| 2                    | Italien              | 3    | 5      | 4     | 12     |
| 3                    | Ryssland             | 3    | 3      | 6     | 12     |
| 4                    | Frankrike            | 3    | 2      | 1     | 6      |
| 5                    | Danmark              | 2    | 0      | 0     | 2      |
| 5                    | Nederländerna        | 2    | 0      | 0     | 2      |
| 5                    | Sverige              | 2    | 0      | 0     | 2      |
| 8                    | Turkiet              | 1    | 5      | 4     | 10     |
| 9                    | Storbritannien       | 1    | 2      | 1     | 4      |
| 10                   | Rumänien             | 1    | 2      | 0     | 3      |
| 11                   | Belarus              | 0    | 1      | 0     | 1      |
| 11                   | Estland              | 0    | 1      | 0     | 1      |
| 11                   | Israel               | 0    | 1      | 0     | 1      |
| 14                   | Polen                | 0    | 0      | 1     | 1      |
| 14                   | Portugal             | 0    | 0      | 1     | 1      |
| 14                   | Slovenien*           | 0    | 0      | 1     | 1      |
| Totalt (16 nationer) | Totalt (16 nationer) | 22   | 22     | 21    | 65     |